# Personnages du Monde incroyable de Gumball
 (juillet 2021).
- Si vous ne connaissez pas le sujet, laissez ce bandeau (vous pouvez alors contacter les auteurs).
- Si vous supprimez le contenu mis en cause (vous pouvez préalablement contacter les auteurs),

argumentez précisément cette suppression dans la page de discussion
(un manque de référence n'est pas un argument ; une recherche réelle de référence doit avoir été effectuée, être formellement documentée).
 (juillet 2021).
Si vous disposez d'ouvrages ou d'articles de référence ou si vous connaissez des sites web de qualité traitant du thème abordé ici, merci de compléter l'article en donnant les références utiles à sa vérifiabilité et en les liant à la section « Notes et références ».

Logo au début du générique.

Le Monde Incroyable de Gumball est une série d'animation britannico-américaine créée par Ben Bocquelet, diffusée depuis le 2 mai 2011 sur Cartoon Network.

## Personnages principaux
- Gumball (anciennement Zac) "Tristopher"  (erreur durant le  certificat de naissance par son père) Watterson: le chat bleu anthropomorphe âgé de 12 ans, le frère de Darwin et Anaïs, fils de Nicole et Richard, beau-petit-fils de Louie, et le petit-fils de Franky, Joanna, Mary, et Daniel. Il est en 4ème, est optimiste et réside dans la ville d'Elmore. Il adore Darwin, son frère adoptif, et sa petite copine (Penny Fitzgerald). Il a l'habitude de traîner dans les couloirs de son collège avec Darwin et de se moquer des gens, il se met souvent dans des situations cocasses et embarrassantes.
- Darwin Raglan Capitaine Achab Poséidon Nicodemus Watterson III : le poisson rouge anthropomorphe âgé de 10 ans, le frère de Gumball[2] et Anaïs, fils de Nicole et Richard, beau-petit-fils de Louie, et le petit-fils de Franky, Joanna, Mary et Daniel. Autrefois le poisson rouge de compagnie de la famille Watterson, il fait désormais partie de leur famille. Il est très gentil et plein de bonheur mais peu de personne le remarque, certains ne le voient que comme l'ombre de son frère, Gumball. Son prénom est inspiré du scientifique Charles Darwin. Depuis l'épisode Les Entremetteurs, il sort avec Carrie.
- Anaïs Joanna Watterson : la petite lapine rose âgée de 4 ans, la petite sœur de Gumball et Darwin, la fille de Nicole et Richard, la belle-petite-fille de Louie, la petite-fille de Franky, Joanna, Mary, et Daniel. Elle est la plus intelligente de la famille Watterson, elle peut se montrer très gentille mais aussi très dangereuse et pense comme sa mère. Elle est en 4ème dans le collège de ses deux frères et a du mal à se faire des amis, elle adore taquiner ses frères, Gumball et Darwin.
- Docteur Nicole Watterson : La mère de Gumball, Darwin, et Anaïs, la femme de Richard, belle-fille de Louie, la belle-fille de Franky et Joanna, et la fille de Mary et Daniel. De son vrai prénom Docteur, a cause de sa mère snobinarde et perfectionniste, elle préfère être appelée Nicole. Elle est âgée de 50 ans. Nicole est une chatte bleue très colérique, sérieuse, et est responsable de sa famille. Elle est le contraire de Richard, le père, car elle ne fait que travailler et s'occuper de ses enfants.
- Richard Buckley Watterson : Le père de la famille Watterson, le père de Gumball, Darwin, et Anaïs, le mari de Nicole, le beau-fils de Louie, le fils de Franky et Joanna, et le gendre de Daniel et Mary. Il est un lapin rose, âgé de 50 ans. Il est paresseux et adore se goinfrer de nourriture de fast-food (Le Bon-Burger), ce qui l'a rendu obèse. Il peut se montrer très tendre et possessif envers les personnes et les choses qu'il aime.

## Personnages secondaires

### Collège d'Elmore
- Penny Fitzgerald : Penny est une cacahuète anthropomorphe avec des bois de cerf depuis la saison 1 jusqu'à l'épisode La Coquille, de la saison 3. Dans l'épisode La Coquille on apprend que sa coquille en forme de cacahuète n'est en fait qu'une sorte de déguisement qui cachait sa véritable apparence, une fée métamorphe. Elle est amoureuse de Gumball.
- Proviseur Nigel Brown : Monsieur Brown est une grande limace poilue. Il est le Proviseur du Collège d'Elmore et il est fou amoureux de Mademoiselle Simian. Dans l'épisode L'imposteur, on apprend qu'il ne possède aucun diplômes, il a peint ces derniers directement sur le mur de son bureau.
- Mademoiselle Lucy Simian : Mademoiselle Simian est un macaque en robe. C'est une professeure sournoise et aigrie qui s'occupe d'élèves de 4ème depuis plus de 900 ans. Elle est très égoïste, injuste et couverte de poils. Elle déteste Gumball et Darwin, et fait tout ce qu'elle peut pour leur mettre des bâtons dans les roues et faire de leur vie un enfer. Aussi étrange que cela puisse paraitre, Monsieur Brown le Proviseur, est amoureux d'elle et tous les deux flirtent si souvent que cela devient gênant.
- Monsieur Steve Small : Monsieur Small est un conseiller scolaire au style hippie. Son travail consiste à donner des conseils aux autres et pourtant c'est celui qui a le plus de problèmes. Il est persuadé d'aider les enfants avec ses cristaux de guérison, ses médicaments à base de plantes ou encore ses bâtons d’encens, même si les enfants ont l'air un peu perdus quand ils sortent de son bureau, serrant dans leurs mains un CD de sons de baleine, un capteur de rêve ou sa dernière lubie de la semaine. Dans l'épisode Le Domaine, on le voit manger de la viande et déclarer qu'il fait semblant d'être végétalien pour provoquer un sentiment de culpabilité chez les autres, et donc se sentir supérieur (sûrement une satire de certains défenseurs de cause hypocrites actuelles).
- Monsieur Lune d'Amour Corneille : Monsieur Corneille est un professeur de Géographie, apparu pour la première fois dans l'épisode Les Autres. Il aime citer des capitales ou des phrases célèbre de physiciens ou de scientifiques. Il ressemble à une grenouille pixelisée anthropomorphe.
- Joan Markham : Joan Markham est l'infirmière du collège. C'est un sparadrap anthropomorphe qui gère à elle seule l'infirmerie avec les objets qu'elle a, bien qu'ils ne soient pas toujours très utiles. Elle a des sentiments pour M. Corneille, le professeur de géographie. Elle est souvent agacée par Teri, qui lui rend visite au moindre problème.
- Coach Russo : Le professeur de sport est la mère de Jamie. Son sexe reste assez mystérieux, dans l'épisode Le Coach, la personne qui semble être son mari dit : "Comment vont ma femme et ma fille ?", en s'adressant à Coach et Jamie. Cependant, Coach Russo dira plus tard "Je ne suis pas vraiment une femme" dans l'épisode L'Imposteur. Elle ne sait pas siffler et prétend être professionnelle dans l'art de la gymnastique, elle garde toujours une photo de son portrait pour faire des figures avec. Elle a une forme cubique, est rouge/rose avec des cheveux bleu.
- Rockwell (Rocky) Robinson : Rocky est l'homme à tout faire du collège d'Elmore. Il est à la fois cuisinier, gardien, agent d'entretien et chauffeur de bus. Tout cela lui convient bien à condition que cela ne l’empêche pas de s'entrainer au bowling. Il est très ami avec les enfants et il aime bien faire l'idiot avec eux. Il ne s'entend pas très bien ni avec ses parents (les Robinson),  ni avec Mademoiselle Simian, et ne supporte pas bien l’autorité en général parce que « c'est un mec honnête. »
- Sarah G. Lato : Sarah est une grande glace de couleur jaune qui est la nouvelle élève dans le collège. Dans plusieurs épisodes, on la voit idéaliser et/ou harceler Gumball et Darwin pour se convaincre qu'ils sont amis (voire plus...) mais en réalité elle fait ça car elle se sent incroyablement seule...
- Tina Rex : Tina Rex, un tyrannosaure femelle, est la petite brute de l'école. Elle est agressive, terrorise les autres élèves et fait de leur vie un enfer, surtout celle de Gumball. Son père est encore plus terrifiant qu'elle, il vit avec sa fille dans la casse automobile de la ville.
- Tobias Wilson : Tobias le multicolore s'imagine qu'il est un athlète très musclé, mais en réalité, c'est un gringalet. Cela ne l'empêche pourtant pas d'être totalement obnubilé par le sport et de toujours trouver de nouveaux moyens pour sculpter son corps, sans résultat très significatif. Tout comme son rival Gumball, il a un faible pour Penny, ce qui crée parfois des tensions entre eux, à la différence près que Tobias est persuadé qu'il est séduisant alors que Gumball, lui, n'est pas sûr de plaire.
- Rachel Wilson : Rachel est la grande sœur de Tobias. Elle apparait une première et dernière fois dans l'épisode La Fête de la saison 1 : Rachel avait organisé une "fête de grands" pour ses amis, mais seuls les camarades de son petit frère, accompagnés d'un(e) cavalier(-ère), étaient présents. Elle resta donc seule sur le porche de sa maison et Darwin, la voyant attristée, décide de ranger la maison après la fête. Elle le récompense ensuite d'un baiser.
- Joseph (Joe) la banane : Joe la banane est le pitre de la classe. Il passe son temps à se moquer des autres et ne se rend presque jamais compte qu'en fait, c'est eux qui se moquent de lui. C'est un imbécile heureux. Il meurt beaucoup de fois comme Anton mais la façon de le faire revivre est encore inconnue.
- Carrie Krueger : Carrie est un fantôme épuisé et déprimé, mais en réalité elle n'a aucune raison de se sentir comme ça tout le temps. Comme la plupart des emos, elle adore avoir le cafard. Étant fantôme, elle peut communiquer avec le monde des morts, devenir invisible, posséder des corps, se téléporter et est intangible. Carrie est amoureuse de Darwin, avec qui elle se mettra en couple.
- Teri : Teri est une ourse en papier hypocondriaque. Elle passe le plus clair de son temps dans le bureau de l'infirmière. Elle est un peu égocentrique, mais c'est une fille très gentille.
- Clayton : Clayton est un menteur pathologique en pâte à modeler métamorphe. Il invente des histoires absurdes sur lui-même que la plupart des enfants croient. Il ment juste parce qu'il veut être accepté par les autres. Il maîtrise le Coup du Toucher Désintégrateur.
- Masami Yoshida : Masami le nuage est la fille gâtée du riche propriétaire de l'usine d'arcs-en-ciel. Entre caprices et crises de nerfs, les autres croient qu'elle utilise la position de son père pour faire renvoyer les parents des élèves qui l'ont offensé, ce qui la rend craint de tous. Mais au fond, elle se sent seule et elle est amoureuse d'Alan, qui lui ne l’aime pas. Étant un nuage, elle peut créer des tornades et des éclairs quand elle est en colère, produire de la neige quand elle a froid et produire de la pluie quand elle est triste (elle ne peut pas en faire tomber quand elle est observée).
- Carmen: Carmen le cactus est la meneuse des filles. Elle est sage et prend ses études autant au sérieux que la politesse. Carmen est très difficile avec elle-même et c'est une mauvaise perdante. Elle est amoureuse d'Alan et c'est réciproque. Elle sait pourtant que leur histoire est impossible.
- Hector Jotunheim : Sorte de yéti géant de plusieurs dizaines de mètres et coloré, on ne voit souvent que ses pieds ou son buste. Sa mère est une hideuse sorcière. Il doit rester calme et éviter toute effusion de sentiment qui pourrait le mener à un état d'euphorie ou de colère extrême causant inévitablement la destruction de la ville.
- Idaho « Pomme-de-terre » Godchild : Idaho est une bonne vieille pomme de terre de la campagne, un enfant des champs vieux-jeu et qui ne mâche pas ses mots. Il essaye d'être cool et de s'intégrer aux autres enfants, mais ce n'est pas très réussi.
- Jamie Russo : un animal à moitié-vache elle est la méchante de l'École. Jamie est capable de se montrer très agressive quand on vient à la contredire ou la contrarier. Dans l'épisode L'Amoureuse, Jamie décide que Darwin serait son petit-copain (Gumball aussi, dans la suite de l'épisode), avant de comprendre qu'elle ne peut pas forcer les gens à l'aimer. Elle peut effrayer n'importe qui en ajoutant ce qui lui passe par la tête en commençant ses menaces par : "y'aura d'sérieuses conséquences impliquant toi, moi,...".
- Anton Bread : La tranche de pain grillée. Tina l'a embrigadé dans sa bande contre son gré. Il est obligé d'obéir pour ne pas subir sa colère. Anton ne supporte pas du tout cette situation. Il peut revivre infiniment grâce à une manipulation spéciale des boutons d'un grille-pain magique.
- Alan Keane : Alan le ballon est tout simplement parfait. Si parfait et si gentil qu'il en devient ridicule[incompréhensible]. C'est l'idole du collège, mais il n'a d'yeux que pour Carmen. Mais cette relation est évidemment impossible. Dans l'épisode La nuit, on découvre son véritable fond à travers ses rêves cauchemardesques. Il se fait éclater beaucoup de fois mais, tout comme Joe la banane, la façon de sa résurrection est encore inconnue.
- Bobert : Bobert est un robot. C'est lui le plus intelligent de la classe et il a décidé d'être aux petits soins pour Mademoiselle Simian. C'est pour ça que la plupart des autres enfants ne l'aiment pas. Il ne se rend pas compte qu'il blesse ses camarades et n'a aucun second degré...
- William : William, le mystérieux œil volant, est l'espion de Mademoiselle Simian, il ne parle que dans sa tête et ne peut donc pas être entendu. Il est discret mais effrayant.
- Leslie : Leslie est un garçon-fleur sensible et gentil qui joue de la flute dans l’orchestre de l'école. Il est de très bons conseils en ce qui concerne les relations amoureuses, peut-être parce qu'il passe tout son temps avec les filles. Il est le cousin de Penny.
- Juke : Juke la chaîne hi-fi est un étudiant étranger venu faire un échange scolaire. Personne ne comprend ce qu'il dit, Il ne parle qu'avec des rythmes. Il a prétendument gardé des habitudes étranges de son pays natal, croyance que Gumball et Darwin entretiennent à cause d'une erreur de traduction. Il possède un interrupteur pouvant lui faire changer de langue mais n'arrive pas à le faire comprendre à ses camarades.
- Sussie : C'est un vrai visage humain à l'envers, dont le visage est dessiné sur le menton. Elle semble être attardée et ne parle pas souvent. Ses parents sont très riches et essaient de tout faire pour l'intégrer aux autres enfants.
- Ocho (ou Harry Tootumoto)  Il est une petite araignée 8-bits très ressemblant a un personnage de Space Invaders et il est coriace. C'est un garçon sympathique mais il laisse facilement déborder ses émotions et ne fais confiance a personne. Il peut utiliser le Konami Code dans la vraie vie.
- Molly Collins : Molly est un diplodocus anthropomorphe avec un cou à angle droit. Elle apparaît dans la saison 1 comme une fille gentille et timide, un peu fleur bleue avec une cabane en bois dans un arbre que tout le monde adore puis disparaît pendant un temps. Elle réapparaît dans l'épisode Le Néant où l'on découvre qu'elle fut enfermée pendant un an dans le Néant, un monde pour les erreurs d'Elmore, considérée comme trop ennuyeuse pour exister. Elle fut libérée par Gumball, Darwin et Monsieur Small. Ceci est une référence aux créateurs de la série qui l'enlevèrent pour la remplacer par Sarah. Depuis, elle a refait quelques apparitions dans la série.
- Colin et Félix : Ils sont les deux œufs les plus intelligents du collège d'Elmore. Ils se mettent volontairement à l'écart des autres élèves en raison de leurs écarts intellectuels. Arrogants et misanthropes, ils sont souvent au second plan et peu aimés des autres élèves.
- Clare Cooper : Clare fait sa première apparition en tant que personnage principal dans l'épisode Les Autres. Dans cet épisode, on l'observe passer son dernier jour à Elmore à cause de problèmes financiers de son père et Gumball & Darwin tentent de lui faire comprendre qu'il existe une solution heureuse à tous ses problèmes. Elle est amoureuse de Jared Dawson, elle a comme ami Wilson Bilson, un jeune homme en papier qui fait partie dans la fanfare de l'école.

### Habitants d'Elmore
- Larry (Lawrence) Needlemeyer : Il fait tous les petits boulots de la ville. S'il travaille si dur, c'est pour rembourser les dégâts causés par les Watterson. Dans l'été de 1983, il était surnommé Larry Laflemme, mais il a été détrôné par Richard Watterson.
- Gaylord Robinson : C'est le père de Rocky, marionnette comme sa femme et son fils. Il adore se disputer avec sa femme Margaret et déteste les Watterson, particulièrement Darwin et Gumball qui lui vouent pourtant un culte insensé.
- Margaret Robinson : C'est la femme de M. Robinson. Elle ne s'exprime qu'en marmonnant des "meh meh meh" et est exaspérée par son mari avec qui elle se dispute sans cesse. Elle aime faire du mal aux gens et est méchante par nature. Dans l'épisode La Méchante, on apprend qu'elle a été fabriquée à partir de méchanceté et de coton, dans les "entrailles de l'Enfer".
- Harry Gedges/Gary Hedges : Gary, de son vrai prénom Harry, est une sorte d'élan violet plutôt âgé et c'est également le second voisin de la famille Watterson, habitant dans la maison de gauche. Il apparaissait en tant que figurant pendant les premières saisons, jusqu'à l'épisode Le Voisin de la saison 6 : c'est le seul épisode ou son nom (véritable et factice) est mentionné. Il possède également un petit chat au pelage blanc.
- Shérif Donut : Il est en forme de donut et préfère nettement manger que de remplir sa mission de policier, qu'il mène en général de façon assez médiocre malgré la passion qu'il a pour ce métier. Être policier était son rêve d'enfance et il est capable de faire n'importe quoi pour prouver que ce métier est "cool".
- Patrick Fitzgerald : Le père de Penny. Avant, il n'aimait vraiment pas Gumball, malgré tous les efforts de ce dernier pour se faire apprécier, ce qui mène en général à des situations qui empirent. Il finit par l'apprécier dans l'épisode La Coquille où Gumball est le seul à pouvoir l'aider, lui et sa fille.
- Judith Fitzgerald : Mère de Penny, elle est une cacahuète marron, tout comme son mari. Elle éprouve peu d'émotions physique et est à l'encontre du choix de sa fille mais fini par accepter. Dans l'épisode Les Râleurs, on peut avoir qu'elle est extrêmement indulgente avec les sans-abris car, lorsqu'Alan crie haut et fort que Gumball et Darwin ont besoin d'aide (financièrement), elle court vers eux en donnant aux deux protagonistes l'argent d'un autre sans domicile fixe, son propre argent, son alliance et même son propre rein.
- Polly Fitzgerald : Étant la petite sœur de Penny, elle adore Gumball et aussi, aime dessiner des personnages imaginaires et étranges, notamment un Carnardile. Elle a environ 4 ans, le même âge que la petite sœur de Gumball.
- Harold Wilson : C'est le père de Tobias. Harold est un homme plutôt riche et passe la plupart de son temps à martyriser Richard, à la suite de son succès procuré dans leur adolescence, au bal de promo, où Harold fait croire à Richard que ce dernier a été élu roi du bal alors que c'est faux. Richard arrive sur scène et prend la couronne avant de se la faire reprendre par le Proviseur Brown et de comprendre son humiliation.
- Jackie Wilson : C'est la mère de Tobias et la femme d'Harold. Jackie encourage ses enfants dans tout ce qu'ils font, que ce soit exemplaire ou néfaste pour les autres. On peut le remarquer dans l'épisode Les Mères, où elle triche avec son fils pour remporter le "prix de la meilleure maman". Aussi, dans l'épisode Le Cycle, elle s'est fait remplacée, en tant qu'épouse d'Harold, par une certaine Giselle.
- (Papy) Louie : La souris anthropomorphe âgé de 72 ans, le beau-grand-père de Gumball, Darwin, et Anaïs, beau-père de Nicole et Richard, ayant une certaine ressemblance avec Mickey Mouse, qui devient le nouveau compagnon de Mamie Jojo. Tout comme les Senior Citizens, il lui arrive d'avoirs de sérieux problèmes auditifs.
- Marvin Finklehimer : Marvin est un vieux organisme de couleur rouge qui se déplace à l'aide d'une canne, même si l'on le voit la plupart temps assis sur une chaise, dans son jardin avec trois autres vieillards : Beckie, Donald et Louie (qui a quitté le "groupe"). Dans l'épisode La Montre, on apprend que sa famille et la famille Watterson se sont affrontés dans plusieurs domaines pour récupérer une montre qui donne l'heure en chiffres romains. Il est souvent représenté comme le "leader" des personnes du Troisième Âge.
- Bob la Banane : Le père de Joe, qui porte une grosse moustache qu'il sait détacher. Il est le plus intelligent de la famille banane mais reste tout de même assez limité.
- Barbara la Banane : La mère de Joe, elle a toujours l'air stupide et ne comprend pas grand chose à ce qui lui arrive. Dans un épisode, on apprend qu'elle a subi un "blackout" à son ancien travail. Elle semble être douée d'un talent de divination, car elle réalise des tableaux prophétiques représentant Gumball (dont un le représentant nu au Centre Commercial, dans un épisode rappelant l'histoire d'Œdipe, de Sophocle).
- Monsieur Yoshida : Monsieur Yoshida est le père de Masami et également la patron de la fabrique d'arcs-en-ciel, l'endroit où travaille Nicole. On racontait dans les cours de récréation qu'il était si puissant (socialement) qu'il était capable de licencier n'importe qui l'aurait offensé lui, ou une autre personne de sa famille. Cette rumeur a été démentie par sa fille, Masami, dans l'épisode Le Cadeau.
- Yuki Yoshida : C'est la mère de Masami. Elle et Nicole étaient meilleures amies pendant leur enfance, mais la victoire de Nicole à un tournoi de combat les a séparés. Déshonorée devant son sensei (son grand père), elle partit de son pays pour pouvoir s'entraîner. Elle se jura de se venger de Nicole. Dans l'épisode La Fureur, elles se réconcilieront en sauvant toutes les deux leurs enfants. Dans cet épisode, on peut aussi noter des références à Dragon Ball, avec Yuki & Nicole utilisant des techniques du manga, telle que le Kaméhaméha, les Kikohas ou encore l'art martial pratiqué.

## Antagonistes
- Franky Watterson : Père de Richard, le grand-père de Gumball, Darwin, et Anaïs, l'ex-mari de Joanna, et le beau-père de Nicole, parti acheter du lait quand son fils avait 8 ans mais il n'est jamais revenu. C'est un rat avec un chapeau, une chemise Hawaïenne avec une cravate et un œil au beurre noir.
- Joanna Watterson (mère de Richard) : La grand-mère de Gumball, Darwin, et Anaïs. Joanna est très possessive envers son petit copain, Louie. Elle a tendance à énerver sa belle fille, Nicole, et à ignorer ses paroles. Pour ses petits enfants, elle se fait appeler Mamie Jojo, elle se fiche légèrement de Gumball, Darwin et Anaïs. Elle était aussi marié à Franky Watterson, mais celui-ci est parti.
- Mary Michel's : Mère de Nicole, elle a toujours voulu que sa fille ait des bonnes notes (A+). Depuis sa naissance, Nicole a dû faire le poirier dans un nid de poule sous l'ordre de sa mère, car celle-ci ne souhaitait utiliser un bol pour faire la coupe du même nom. On peut dire que Mary est snob sur les bords. Elle est visible dans les épisodes Les Choix et Les Parents.
- Daniel Michel's : Père de Nicole, il est aussi snob et a obligé Nicole à s'inscrire à plusieurs activités E.S.(Extra-Scolaire) à ses 8 ans. Il est visible dans les épisodes Les Parents et Les Choix.
- Kenneth  : C'est la créature créée par Gumball dans l'épisode Le Micro-Ondes. Il est le résultat d'un amas d'immondices passé au micro-ondes. Il ne pense qu'à manger des choses immondes ou vivantes et à tout détruire. Avant qu'il avale leur famille et détruise la ville à deux reprises (la deuxième fois dans La Fin), Gumball et Darwin le considéraient comme leur fils.
- Troy, Carlton et Le Coach du collège de Richwood : Devenus des ennemis à cause de fausses provocations envoyées à Richwood par Sarah, dans l'épisode Les Pulls, ils défient Gumball et Darwin sans réelle raison et les poussent à se battre (bagarre qui est en réalité un match de tennis) pour empêcher la destruction de leur collège. Alors que Gumball et Darwin faisaient exprès de perdre, Troy, avec les conseils du Coach, blesse Gumball volontairement. Revenant sur le terrain pour éviter les soins bizarres de Monsieur Small, Gumball impressionne leurs adversaires par son courage. Ces derniers gagnent mais deviennent amis sans aucune raison. Ils sont les tout premiers humains qu'on voit dans la série.
- Méchante tortue, de son vrai nom Tryonix : La méchante tortue fut l'animal de compagnie de la famille Watterson depuis l'épisode Le Toutou. Elle est ramenée par Richard qui pensait qu'elle était un chiot. Elle cherche à détruire tout ce qu'elle peut et fut ressuscitée par une larme de Darwin, lorsqu'elle s'était totalement asséchée par la chaleur qu'il faisait ce jour-là. On apprendra, dans l'épisode Le Nid, qu'elle cherchait surtout à défendre ses œufs.
- Timmy (Internet) : Timmy est littéralement Internet : il est la base de tout le contenu se trouvant sur Internet et il en contrôle aussi l'accès. Il déteste Gumball car celui-ci n'accepte pas les publicités sur les vidéos qu'il regarde et qu'il est très arrogant. Malgré son importance, on remarque plusieurs fois son impuissance face aux personnes qu'il rencontre, ce qui peut expliquer le fait qu'il n'a aucun ami.
  - Le Virus : Le virus est l'ennemi de l'épisode éponyme et provient du corps de Gumball (qui ne s'était pas lavé la main depuis 3 mois après avoir été touché par Penny). Il était au début chef d'une armée bactériologique qui fut noyée par Teri (dégoûté par le manque d'hygiène de Gumball). Pour se venger, il muta à une vitesse incroyable pour tuer les frères Watterson et Teri, mais il meurt piétiné par Gumball.
- Vladislav Stokowitchki : Il est le père de Carrie. Enfermé dans les miroirs dans l'épisode Le Miroir, il décide d'attaquer la famille Watterson lorsque Gumball supprime le mail maudit envoyé par le Dérobeur. À la fin de cet épisode, il est libéré par Gumball qui l'invoque dans un miroir et jette le livre des sorts sur lui, mais tombe depuis la fenêtre du grenier. Il meurt dû à sa chute et devient un fantôme, tout comme sa fille, et la câline enfin.
- Rob (ennemi juré de Gumball Watterson) : Robby, de son vrai nom, est l'ennemi principal de Gumball. Il l'accuse de ne pas l'avoir sauvé dans le "Néant" mais il a réussi à s'enfuir. Cependant, il a été défiguré et il a promis de se venger. Mais Gumball l'a sauvé une fois et Rob a sauvé Gumball une autre fois, alors Rob fait la paix avec lui et s'attaque à Joe la Banane mais Gumball reste sa première proie.